# El Salvadors flag
El Salvadors flag er vandret opdelt i blå, hvid og blå, ligesom Honduras og Nicaraguas flag. Dette design er almindeligt anvendt blandt mellemamerikanske lande. Ligheden skyldes det faktum, at disse lande sammen med Guatemala og Costa Rica dannede Mellemamerikas Forenede Stater fra 1823 til 1838.
I perioden 1865 indtil 1912 brugte El Salvador et flag baseret på USA's flag. Først i 1922 fik landet sit nuværende flag.